# ノエル・ギャラガーズ・ハイ・フライング・バーズ
ノエル・ギャラガーズ・ハイ・フライング・バーズ (Noel Gallagher's High Flying Birds)は、2010年にイギリスで結成されたロックバンドである。リードギター、ソングライターを務めるノエル・ギャラガーのソロでの名称でもある。
現在のバンド・メンバーはノエル、前オアシスのセッションピアニストでもあったマイク・ロウ、クリス・シャーロック、ゲム・アーチャー（それぞれオアシスのドラマー、ギタリスト）、ザ・ズートンズのベーシストであるラッセル・プリチャードである。また、デビュー・アルバムではクラウチ・エンド・フェスティヴァル合唱団や、ザ・ウィアードゥ・ストリングスなど様々なゲストがバンドに参加している。
2009年にノエルがオアシスを脱退したときから、ノエルがソロ・アルバムをリリースするのではないかと噂されていた。2011年7月にノエルは記者会見を開いたが、これは弟のリアム・ギャラガーがすでにアルバムに収録されている曲を聞いた、という噂を否定するだけのものだった。2011年下旬、ノエルはバンドのデビューアルバム『ノエル・ギャラガーズ・ハイ・フライング・バーズ』をリリースした。アルバムからは、「ザ・デス・オブ・ユー・アンド・ミー」「イフ・アイ・ハド・ア・ガン…」「AKA…ワット・ア・ライフ！」「ドリーム・オン」「エブリバディー・オン・ザ・ラン」の5曲がシングル・カットされている。2015年、バンドはセカンド・アルバム『チェイシング・イエスタデイ』をリリースした。
ノエルは、ジョナサン・ローズが司会を務める番組『ザ・ジョナサン・ローズ・ショー』で、バンド名の由来は2つあり、"Noel Gallagher's"の部分は『ピーター・グリーンズ・フリートウッド・マック』(原題：Peter Green's Fleetwood Mac)を聴きながら皿洗いをしていたときに思い付き、残りの部分はジェファーソン・エアプレインの『ハイ・フライング・バード』(原題：High Flying Bird)の曲名からきていると語った。

## 来歴

### オアシスの解散 (2009年-2010年)
オアシスのアルバム『ディグ・アウト・ユア・ソウル』のリリース直後から、ノエルがソロ活動をしたがっているという推測がされてきたが、2009年7月12日にオアシスの広報は事実と異なると否定した。しかし2か月後、ギャラガー兄弟はライブのバックステージでリアムがノエルのギターを破壊するほどの喧嘩をした後、ノエルはバンドを去ってしまった。2009年8月28日、オアシスのマネージャーは予定されていたパリの音楽フェスでのライブを中止することを、ライブ開始直前に発表した。同時にヨーロッパツアーの中止と"オアシスはもう存在しない"という声明も発表した。 発表の2時間後、ノエルはバンドのウェブサイトに「悲しいが、とても安心した…俺は今夜オアシスを辞める。（雑誌などが）みんな好き勝手書くだろうけど、俺はもう一日だって長くリアムと仕事がしたくないだけなんだ」と声明を掲載した。

### ハイ・フライング・バーズとアモルファス・アンドロジェンス（2011年-2012年)

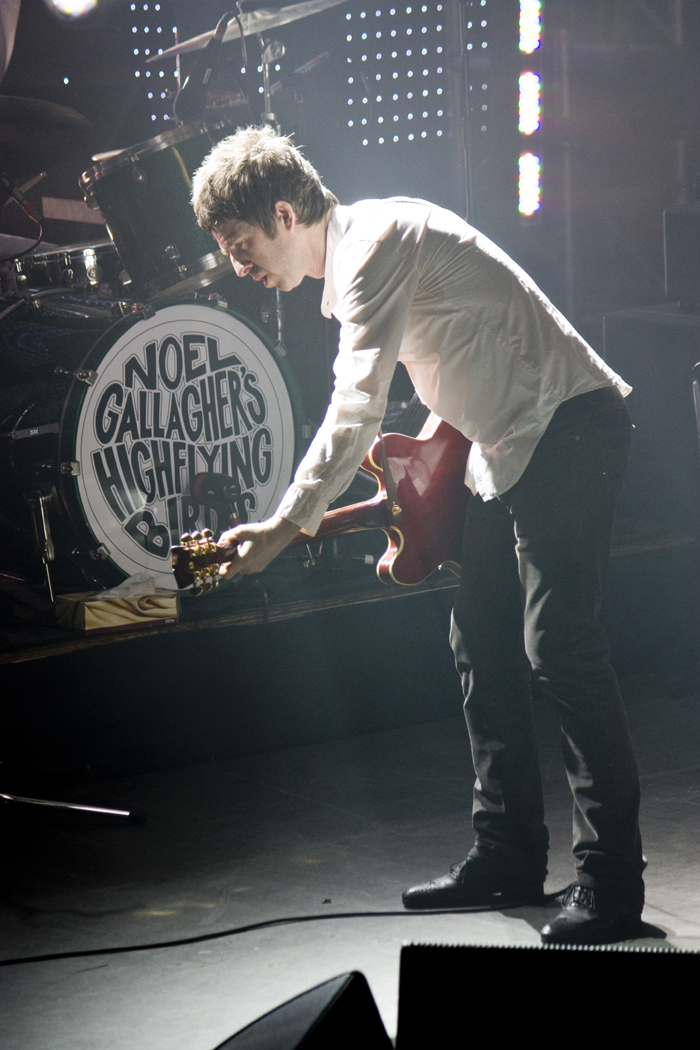
ノエル・ギャラガー（バルセロナのRazzmatazzにて。2012年5月）

オアシスの解散後すぐにノエルのソロプロジェクトの計画が持ち上がった。2011年7月6日、ノエルはロンドンで記者会見を開き、2011年10月17日にセルフタイトルのデビューアルバム、2012年にアモルファス・アンドロジェンス(The Future Sound of Londonの別名義)とのコラボ・アルバムをリリースすることを発表した。 2011年7月にリリースされた、デビュー・シングル「ザ・デス・オブ・ユー・アンド・ミー」は好評を受けた。これを受けてノエルは自身のウェブサイトで、次のシングルは「AKA…ワット・ア・ライフ」であるとコメントした。 「AKA…ワット・ア・ライフ」は、2011年9月11日にリリースされた。「イフ・アイ・ハド・ア・ガン…」は、ハイ・フライング・バーズとしてアメリカで発売された最初のシングルで、itunes storeでも2011年9月20日に購入可能となった。
ハイ・フライング・バーズはセカンド・アルバムとなるアモルファス・アンドロジェンスとのコラボ・アルバムを2012年にリリースする予定だった。ノエルは次のように語っている。「ピンク・フロイドの『ダーク・サイド・オブ・ザ・ムーン』のような感じになってるよ。サウンド面はハイ・フライング・バーズと似てるけど、よりサイケデリックでぶっ飛んだ感じ。エレクトロ・グルーヴじゃないけど、アモルファス・アンドロジェンスがエレクトロの機器を使ったって言ったら、みんな驚くだろうな」。
ノエルは記者会見で、コラボレーション・アルバムに関して、次のようにコメントした。「めちゃくちゃカッコいいよ。18曲ほど収録されていて、クラウト・ロックとかソウルとかファンクみたいなのが入っている」。さらに、ノエルはアモルファス・アンドロジェンスとのセカンド・ソロ・アルバムをリリースするのを不安に感じていると語った。「アルバムはいろいろな連中から期待されてて、少し不安だよ。聞いたときに想像と違ったりするかもしれない。本当は発表しなきゃいいんだろうけど、もう完成したんだ。これが俺が作ったものなんだ」。また、ノエルはノーコメントができないとも語った。「申し訳ないが、俺はジョークが止まらなくなっちゃうんだ。そういう所が面白いって言ってくれる奴もいるけどね。でもそれは俺が正直って事じゃないのかな」。2012年3月16日、ノエルはこのEPのタイトルは『ソング・フロム・ザ・グレート・ホワイト・ノース』であると発表した。EPは2012年4月21日のレコード・ショップ・デイ限定でリリースされた。収録曲はB面や「シュート・ア・ホール・イントゥー・ザ・サン」。 

### チェイシング・イエスタデイ （2013年–2016年）

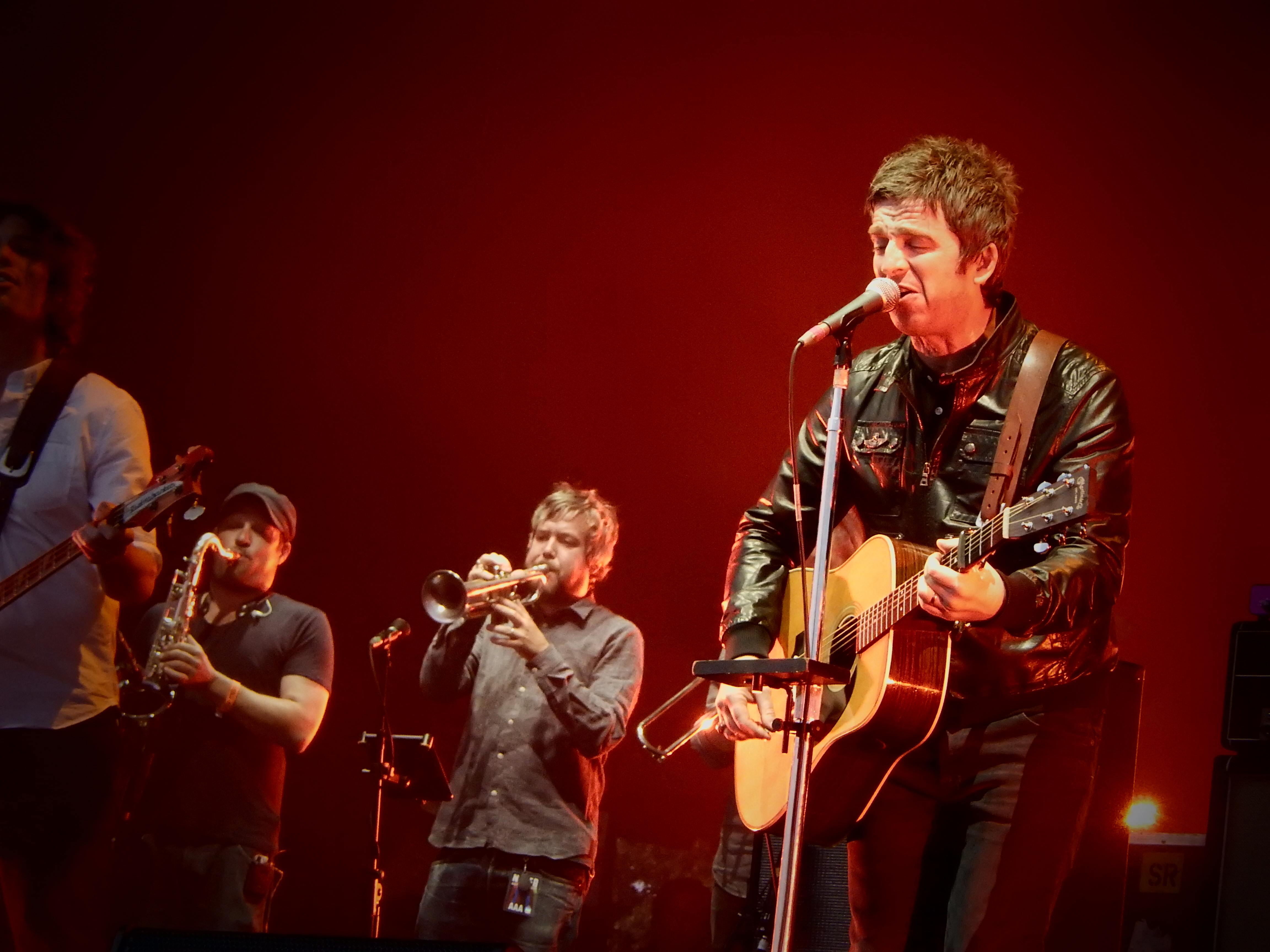
ロンドンでのパフォーマンス(2015年)

2013年8月15日、ノエルはスポーツバーで行なわれた、贔屓チームのマンチェスター・シティなどについてのトークショーに出演した。ノエルは、ツイッターやメールで寄せられたファンからの質問に答えるコーナーで、オアシスの再結成の噂について質問されると、改めて2014年にオアシスが再結成することはあり得ないと語った。また、ハイ・フライング・バーズの活動について聞かれると、「前作に入りきらなかった残りの曲が山ほどある。俺は今現在なにをしてるかだって？俺は曲を書いて、編集してるよ。確実に次の(アルバム)も作るだろう。絶対に。約束は破らないさ」と語った。ノエルはセカンド・ソロ・アルバムについてそれ以上語らなかったが、リリース日について聞かれると、口ごもりながらも「分からない、でも出来上がったら必ず言う」と答えた。
2013年10月20日、ノエルは、新アルバムの曲は自身最高の曲であるとし「完成した新曲を演奏してみて、思ったんだ、『めちゃくちゃいいぜ！もしかしたら俺が今まで書いた曲の中で一番かも』って。まぁ、ラジオから流れてきた『ロックンロール・スター』を聞いたら、そんな事ないなって気づいたんだけどさ」と述べている。
2014年2月17日、ロンドンのアビー・ロード・スタジオでロジー・デンバースとザ・ウィアードゥ・ストリングスとコラボレーションしたセカンド・ソロ・アルバムの収録曲の一曲が、レコーディングされたと、ザ・ウィアードゥ・ストリングスのウェブサイトに掲載された。
2014年5月29日、ノエルは自身のフェイスブックページに、セカンド・アルバムを制作していることを明言するような、エレクトリック・ギターをチューニングしている様子の写真を投稿した。
2014年6月17日、ノエルの妻サラ・マクドナルドはインスタグラムにノエルが新アルバムをレコーディングしている最中であることを示唆するような投稿をしている。サラは、ノエルがワールドカップの観戦に行かないと投稿した。「みんな、用意はいい？…ノエルは忙しすぎてワールドカップを見に行けないみたいね」。
2014年10月13日、新アルバムの『チェイシング・イエスタデイ(Chasing Yesterday)』が2015年3月2日にリリースされることを発表した。このアルバムからの最初のシングル「イン・ザ・ヒート・オブ・ザ・モーメント」は2014年11月17日に発売された。その後、「バラッド・オブ・ザ・マイティー・アイ」「リバーマン」がシングルとしてリリースされた。多くの音楽フェスティバルに出演した他、イギリス、ヨーロッパ、北アメリカツアーも行った。
2015年7月4日、彼らはクラパム・コモンで開催された「Calling Festival」でヘッドライナーを務めた。最初の曲「エヴリバディズ・オン・ザ・ラン」を演奏した後、ノエルは観客に「ハロー、クラパム...今、俺が言うとは思ってなかった事があるんだ」と話した。
チェイシング・イエスタデイ・ツアーは2016年まで続いたが、メキシコのグアダラハラでツアーが再開される前日の3月7日に、ドラマーのジェレミー・ステーシーがバンドを離れてキング・クリムゾンに加入することを発表した。バンドが南アメリカ、オーストラリア、ヨーロッパでのツアーを行った後、ステイシーの最後のショーは彼の故郷のボーンマスで4月30日に行われた。
残りのツアーの間、ノエルは元オアシスのドラマー、クリス・シャーロックと合流した。彼の最初のショーは7月1日にアトランタで行われた。シャーロックは実際には、ノエルがハイ・フライング・バーズの創設時に最初に検討していたステイシーと並んで、イギリスで2人しかいないドラマーの1人だった。しかし、シャーロックはすでにリアムとオアシスの他の元メンバーとの新しいバンド、ビーディ・アイに参加していたため、デフォルトで残っていたステイシーが唯一の選択肢であった。 
ステイシーはツアー後バンドを脱退したが、ハイ・フライング・バーズのアルバム『フー・ビルト・ザ・ムーン?』のレコーディングセッションに参加した。
ツアーは、9月にブリクストン・アカデミーでの1回限りのショーで締めくくられた。ノエルがハイ・フライング・バーズまたはオアシスのいずれかで当会場のヘッドライナーを務めたのは初めて。このショーでノエルは特別ゲストにジョニー・マーとポール・ウェラーがステージに参加した。

### フー・ビルト・ザ・ムーン? とEP(2017年-2020年)

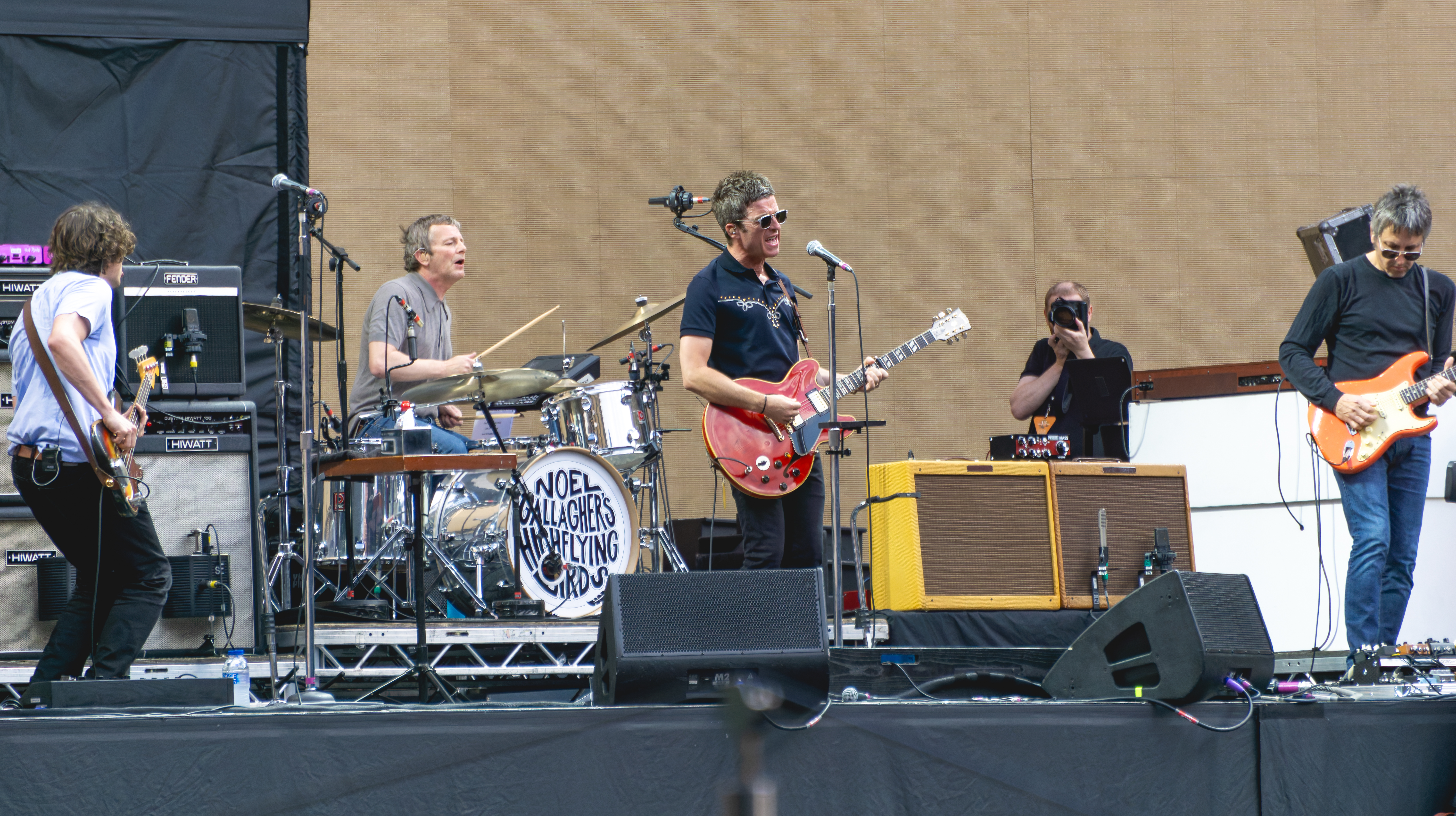
トゥイッケナム・スタジアムでの演奏(2017年)。左:クリス、右:ノエル。

2016年、ノエルは3枚目のソロアルバムの制作に取り掛かった。同年の10月6日には、自身のインスタグラムにスタジオでの写真と共に、このように投稿した。「新しい靴。新しいアンプ。新しいアルバム。心の休まる日は来ない」。
翌年の6月24日にはグラストンベリー・フェスティバルに出演。昨年に公開された「オアシス:スーパーソニック」の特別上映に出演した。
翌月の7月6日、ノエルはU2をヨーロッパでサポートするためのリハーサルの写真を投稿し、新しいメンバーが加わったことを発表した。メンバーは、オアシスとビーディ・アイのドラマーで2016年半ばのツアー以降参加していたシャーロックと、同バンドに参加していたギタリストのゲム・アーチャーだった。これはノエルとゲムの再会をバンドメイトからも注目されたが、ゲムはオアシスの解散以来、ノエルのソロアコースティック・ショーのいくつかに参加していた。
2017年9月9日、バンドはマンチェスター・アリーナの再開による(5月に起きたテロリストによる爆発事件)を記念したコンサート「ウィー・ア・マンチェスター」のヘッドライナーを務める。
2017年11月24日(日本では22日)、3rdアルバムとなる『フー・ビルト・ザ・ムーン?』が発売、ノエル曰く「俺はヤバイくらい天才」。このアルバムは78,000枚を売り上げ英国アルバムチャートで1位でデビューし 、オアシス、ハイ・フライング・バーズの両方としての10枚目のナンバーワンのスタジオ・アルバムとなった。2018年7月には、1995年にオアシス時代にリリースしていた、モーニング・グローリー以来となるマーキュリー賞にもノミネートされた。
アルバムのリリース直後に、ジュールズ倶楽部で演奏。キーボード、バッキング・ボーカルとしてジェシカ・グリーンフィールドが加わった。
2018年2月9日、バンドは北米で「Stranded on the Earth World Tour」を開始し、その後2018年4月～5月にヨーロッパとイギリスで公演を行った。
2019年5月2日、バンドはEPからのタイトル曲である「ブラック・スター・ダンシング」を発表、6月14日にリリースされた。2019年9月27日に2枚目のEP『ディス・イズ・ザ・プレイス』がリリースされ、2020年3月6日に3枚目のEP『ブルー・ムーン・ライジング』がそれぞれリリースされた。
2019年8月、バンドはスマッシング・パンプキンズと共にアメリカツアーを行い、11月にはU2のオーストラリア・ツアーに参加する。

### バック・ザ・ウェイ・ウィー・ケイム：Vol 1 (2011 - 2021)とカウンシル・スカイズ(2021-現在)
2021年4月29日、ノエルはソロプロジェクトとしては初のベストアルバム『バック・ザ・ウェイ・ウィー・ケイム：Vol 1 (2011 - 2021)』のリリースを発表。アルバムはダブルディスクとしてリリースされ、過去にリリースされた16のトラックに加えて、「ウィアー・オン・アワー・ウェイ・ナウ」と「フライング・オン・ザ・グラウンド」の2つの新曲が収録、同アルバムは同年の6月11日に全世界同時リリースとなった。2021年6月11日に発売されたこのアルバムは全英チャートで初登場1位を獲得し、ノエルにとって12作目のトップチャートのアルバムとなった。
このコンピレーション・アルバムのリリース後、ノエルはハイ・フライング・バーズの次のアルバムの制作に取り掛かり、パンデミックの最盛期にそれぞれの新年を祝うために来る曲のデモを2曲リリースした。その曲は「ウィ・アー・ゴナー・ゲット・ゼア・イン・ジ・エンド」（2020年12月31日）と「トライング・トゥ・ファインド・ア・ワールド・ザッツ・ビーン・アンド・ゴーン・パート1」（2022年1月1日）だった。次期アルバムからの最初の公式シングルで、ジョニー・マーのギターが追加された「プリティ・ボーイ」が2022年10月31日にリリースされた。2023年1月17日にアルバムのセカンドシングルとして「イージー・ナウ」が、そして次作のアルバム「カウンシル・スカイズ - Council Skies」の発売日が2023年6月2日と発表された。2023年2月、バンドはMetricを特別ゲストに迎えたガービッジとのサマー・ヘッドラインツアーを北米で行うことを発表した。

## ディスコグラフィ

### スタジオアルバム
| 年   | タイトル                                                                          | アルバム詳細                                                                                                 | チャート最高位 | チャート最高位 | チャート最高位 | チャート最高位 | チャート最高位 | チャート最高位 | チャート最高位 | チャート最高位 | チャート最高位 | チャート最高位 | 認定              |
| 年   | UK                                                                                | AUS | FRA            | GER            | IRE            | ITA            | JPN            | NLD            | SWI            | US             |                |                |                   |
| ---- | --------------------------------------------------------------------------------- | --- | -------------- | -------------- | -------------- | -------------- | -------------- | -------------- | -------------- | -------------- | -------------- | -------------- | ----------------- |
| 2011 | ノエル・ギャラガーズ・ハイ・フライング・バーズ Noel Gallagher's High Flying Birds | - 発売日: 2011年10月17日 - レーベル: Sour Mash - フォーマット: CD, LP, digital download - 全英売上: 83.5万枚 | 1              | 16             | 9              | 11             | 1              | 2              | 5              | 11             | 10             | 28             | - UK: 2× プラチナ |
| 2015 | チェイシング・イエスタデイ Chasing Yesterday                                      | - 発売日: 2015年2月25日 - レーベル: Sour Mash - フォーマット: CD, LP, digital download - 全英売上: 31.1万枚  | 1              | 8              | 15             | 5              | 1              | 5              | 10             | 8              | 4              | 35             | - UK: プラチナ    |
| 2017 | フー・ビルト・ザ・ムーン? Who Built the Moon?                                     | - 発売日: 2017年11月24日 - レーベル: Sour Mash - フォーマット: CD, LP, digital download - 全英売上: 7.8万枚  | 1              | 18             | 37             | 17             | 2              | 12             | 7              | 21             | 9              | 48             | - UK: ゴールド    |
| 2023 | カウンシル・スカイズ Council Skies                                                | - 発売日: 2023年6月2日 - レーベル: Sour Mash - フォーマット: CD, LP, digital download                        | 2              | 72             | 28             | 8              | 2              | 18             | 10             | 24             | 11             | —              |                   |

### コンピレーションアルバム
| 年   | タイトル                                                                                      | アルバム詳細                                                                           | チャート最高位 | チャート最高位 | チャート最高位 | チャート最高位 | チャート最高位 | チャート最高位 | チャート最高位 | チャート最高位 | チャート最高位 | チャート最高位 | 認定 |
| 年   | UK                                                                                            | AUS                                                                                    | FRA            | GER            | IRE            | ITA            | JPN            | NLD            | SWI            | US             |                |                |      |
| ---- | --------------------------------------------------------------------------------------------- | -------------------------------------------------------------------------------------- | -------------- | -------------- | -------------- | -------------- | -------------- | -------------- | -------------- | -------------- | -------------- | -------------- | ---- |
| 2021 | バック・ザ・ウェイ・ウィー・ケイム：Vol 1(2011-2021) Back the Way We Came: Vol. 1 (2011–2021) | - 発売日: 2021年6月11日 - レーベル: Sour Mash - フォーマット: CD, LP, digital download | 1              | 51             | 164            | 12             | 2              | 48             | 14             | 32             | 14             |                |      |

## バンド・メンバー
- ノエル・ギャラガー - ヴォーカル、 ギター、 ベース （2010年–現在）

現在のツアーメンバー
- マイク・ロウ - キーボード（2010年-現在）
- ラッセル・プリチャード - ベース、 バッキングボーカル、アコースティック-ギター(2010年-現在)
- クリス・シャーロック - ドラム (2016年-現在)
- ゲム・アーチャー - リズムギター、リードギター (2016年-現在)
- ジェシカ・グリーンフィールド - バッキングボーカル、アディショナル・キーボード (2017年-現在)

過去のツアーメンバー
- ジェレミー・ステーシー - ドラム (2010年-2016年)
- ティム・スミス - リズムギター、バッキングボーカル（2010年-2016年）
- シャルロット・マリアンヌ - ティン・ホイッスル、シザーズ、フレンチスポーク、バッキングボーカル (2017年-2022年)
- YSEÉ - バッキングボーカル (2017年-2022年)

## ノミネート

### ブリット・アワード
| 年   | ノミネート対象                                 | 賞                             | 結果       |
| ---- | ---------------------------------------------- | ------------------------------ | ---------- |
| 2012 | ノエル・ギャラガーズ・ハイ・フライング・バーズ | イギリス男性ソロ・アーティスト | ノミネート |

### NMEアワード
| 年   | ノミネート対象                                 | 賞                                         | 結果       |
| ---- | ---------------------------------------------- | ------------------------------------------ | ---------- |
| 2012 | ノエル・ギャラガーズ・ハイ・フライング・バーズ | ベスト・ソロ・アーティスト                 | ノミネート |
| 2012 | ノエル・ギャラガーズ・ハイ・フライング・バーズ | ベスト・アルバム                           | ノミネート |
| 2012 | ノエル・ギャラガーのソロ活動開始の記者会見     | グレーテスト・モーメント・オブ・ザ・イヤー | ノミネート |
| 2012 | ノエル・ギャラガー                             | ヒーロー・オブ・ザ・イヤー                 | ノミネート |
| 2012 | ノエル・ギャラガー                             | ゴッドライク・ジーニアス                   | 受賞       |
| 2016 | ノエル・ギャラガー                             | ベスト・ソロ・アーティスト                 | ノミネート |

### Qアワード
| 年   | ノミネート対象                                          | 賞                                 | 結果       |
| ---- | ------------------------------------------------------- | ---------------------------------- | ---------- |
| 2011 | ノエル・ギャラガー                                      | Q Icon                             | 受賞       |
| 2012 | エブリバディズ・オン・ザ・ラン-”Everybody's on the Run” | ベスト・ビデオ                     | ノミネート |
| 2012 | ノエル・ギャラガー                                      | ベスト・ソロ・アーティスト         | ノミネート |
| 2013 | ノエル・ギャラガー                                      | Q Icon                             | 受賞       |
| 2015 | ノエル・ギャラガーズ・ハイ・フライング・バーズ          | ベスト・アクト・イン・ザ・ワールド | ノミネート |
| 2015 | ノエル・ギャラガー                                      | ベスト・ソロ・アーティスト         | ノミネート |
| 2015 | チェイシング・イエスタデイ-Chasing Yesterday            | Best album                         | 受賞       |

### Nordoff Robbinsアワード
| 年   | ノミネート対象                                 | 賞                     | 結果       |
| ---- | ---------------------------------------------- | ---------------------- | ---------- |
| 2013 | ノエル・ギャラガーズ・ハイ・フライング・バーズ | ベスト・ライブ・アクト | ノミネート |

### Ivor Novelloアワード
| 年   | ノミネート対象     | 賞                                         | 結果 |
| ---- | ------------------ | ------------------------------------------ | ---- |
| 2013 | ノエル・ギャラガー | アウトスタンディング・ソング・コレクション | 受賞 |

## 来日公演
- 2012年:High Flying Birds Tour
1月16日,1月17日 - 東京・TOKYO DOME CITY HALL
5月23日 - 東京・日本武道館
5月24日 - 名古屋・愛知芸術文化センター
5月26日 - 大阪・大阪市中央体育館
- 2012年:FUJI ROCK FESTIVAL 12
7月28日 - 新潟・苗場スキー場

- 2015年:Chasing Yesterday Tour
4月6日,4月7日 - 大阪・フェスティバルホール
4月9日 - 広島・広島文化学園HBGホール
4月10日 - 福岡・Zeep Fukuoka
4月13日 - 名古屋・Zeep Nagoya
4月15日,4月16日 - 東京・日本武道館
- 2015年:FUJI ROCK FESTIVAL 15
7月26日 - 新潟・苗場スキー場

- 2018年:SUMMER SONIC 2018
8月18日 - 千葉・ZOZOマリンスタジアム
8月19日 - 大阪・舞洲ソニック・パーク

- 2019年:Stranded on the Earth World Tour
5月15日 - 千葉・幕張メッセ
5月16日 - 名古屋・愛知芸術文化センター
5月17日 - 大阪・フェスティバルホール

- 2023年:2023 JAPAN TOUR
12月1日,12月2日 - 東京・東京ガーデンシアター
12月4日 - 大阪・フェスティバルホール
12月6日 - 名古屋・愛知県芸術劇場・大ホール

- 2024年:FUJI ROCK FESTIVAL 24
7月28日 - 新潟・苗場スキー場